# Résurrection (téléfilm, 2001)
Pour les articles homonymes, voir Résurrection (homonymie).
Pour plus de détails, voir Fiche technique et Distribution.
Résurrection (Resurrezione) est un téléfilm franco-italien en deux parties réalisé par Paolo Taviani et Vittorio Taviani en 2001 et diffusé pour la première fois le 26 décembre 2001 en France. Il est adapté du roman Résurrection de Léon Tolstoï. Il remporte le St. George d'or au 24e festival international du film de Moscou.

## Synopsis
En Russie, à la fin du XIXe siècle, Dimitri Nekhlioudov, prince fortuné et influent, est acquis aux idées progressistes. Il est juré dans un procès dans lequel une prostituée est accusée de meurtre. Stupéfait, il reconnaît en elle Katioucha, une ancienne protégée de sa famille, qu'il a aimée et séduite dix ans auparavant avant de l'abandonner lâchement. Elle est condamnée au bagne...

## Fiche technique
- Titre original : Resurrezione
- Réalisateur : Paolo Taviani et Vittorio Taviani
- Scénario : Paolo Taviani et Vittorio Taviani d'après Résurrection de Léon Tolstoï
- Photographie : Franco Di Giacomo
- Montage : Roberto Perpignani
- Musique : Nicola Piovani
- Décors : Lorenzo Baraldi et Laura Casalini
- Costumes : Lina Nerli Taviani
- Production : Filmtre, Gierre Film, Rai Fiction
- Producteurs : Boris Ausserer et Grazia Volpi
- Genre : Drame historique
- Durée : 2 × 90 minutes.

## Distribution
- Stefania Rocca : Katioucha Maslova
- Timothy Peach : Dimitri Nekhlioudov
- Marie Bäumer : Missy
- Cécile Bois : Mariette
- Eva Christian : Agrafena
- Sonia Gessner : Zia Maria
- Giulia Lazzarini : Zia Sofia
- Michele Melega : Krilstov
- Vania Vilers : Fanarin
- Marina Vlady : Zia Duchessa
- Antonella Ponziani : Vera
- Giulio Scarpati : Simonson
- Daniela Bakerová : Contadina